# زوفينسيدو
زوفينسيدو (بالإيطالية: Zovencedo)‏ هي مدينة في مقاطعة فشنزة في منطقة فنيتة، شمال إيطاليا.